# Rodolfo Miguel Parente
Rodolfo Miguel Parente (27 de octubre de 1948, en Buenos Aires) es un político y abogado de Entre Ríos, Argentina. Fue diputado a la Legislatura de Entre Ríos y en tal carácter presidente del Bloque de diputados provinciales de la Unión Cívica Radical y diputado nacional en los períodos 1985/1989 y 1989/1993. Representó a Entre Ríos en la Convención Constituyente de 1994 que reformó la Constitución Nacional. En dos oportunidades fue concejal en su ciudad de Diamante.

## Biografía
Nació en Buenos Aires pero residió toda su vida en la ciudad de Diamante, provincia de Entre Ríos, de donde era su familia. Su padre Rodolfo Domingo Parente y su tío Miguel Agustín Parente fueron destacados dirigentes del radicalismo diamantino y entrerriano.
Cursó estudios universitarios en la Facultad de Ciencias Jurídicas y Sociales de la Universidad Nacional del Litoral (U.N.L.). Activo dirigente estudiantil del Movimiento Universitario Reformista Auténtico (MURA) -que en los '70 sería la agrupación Franja Morada en la Facultad de Derecho de la U.N.L.-[cita requerida] en 1967 fue secretario general de su centro de estudiantes. Fue en su militancia universitaria que participó de la Junta Coordinadora Nacional de la Juventud Radical, llegando Parente a presidir la Juventud Radical de Entre Ríos de 1970 a 1972. Egresado como abogado en 1970, desde entonces ejerció su profesión. Adherente al Movimiento de Renovación y Cambio, línea interna que en el orden nacional lideraba Raúl Alfonsín, pese a que su padre se enrolaba en la Línea Nacional, en 1973 fue elegido concejal de Diamante, presidiendo el Bloque de la UCR.
Con el golpe de Estado de 1976, fue detenido y estuvo desaparecido hasta la intermediación del sacerdote paranaense Julio César Metz y el Arzobispo de Santa Fe Vicente Faustino Zazpe. [cita requerida]Refiere Parente que ante las torturas, el Arzobispo de Paraná Adolfo Tortolo, lejos de intervenir pedía "resignación" a los torturados. Liberado del encierro, debió partir al exilio interno a Santiago del Estero.
Con el retorno de la democracia, en 1983 Parente fue elegido diputado provincial, desempeñándose como presidente del bloque radical de diputados, oficialista, puesto que el candidato radical Sergio Montiel había sido elegido gobernador de Entre Ríos. 
En 1985 encabezó la lista de diputados nacionales de la UCR en Entre Ríos, triunfando en la provincia y ganando la banca de diputado para el período 1985/89, la cual renovaría en 1989. En 1989 fue designado presidente de la Comisión de Legislación General de la Cámara de Diputados de la Nación, la que ocupó por el resto de su mandato hasta 1993. Desde dicho cargo y a instancias de un proyecto que fuera por el presentado, se creó la llamada "Comisión Federal"  para la unificación de las obligaciones civiles y comerciales y unificación de los Códigos. A dicha comisión se decidió invitar a juristas del todo el país (de ahí su nombre) elaborándose un despacho, el cual fue aprobado por unanimidad en la Cámara de Diputados, pasando con media sanción al senado, donde no fue considerado. Años después, en 1998, integraría como asesor ad honorem una comisión creada a los mismos fines en la Cámara de Diputados de la Nación. Fruto de su iniciativa y trabajo legislativo fue la sanción de la Ley N.º  24.063, en virtud de la cual se creó el Parque nacional Predelta, ubicado en el departamento Diamante de la Provincia de Entre Ríos. Fue en cantidad de proyectos de ley presentados y 2.º. en cantidad de proyectos aprobados.
Partidario del presidente Alfonsín, en 1991 fue postulado por el alfonsinismo para suceder a César Jaroslavsky en la presidencia del Bloque de Diputados Nacionales de la UCR, perdiendo la interna ante Fernando De La Rua quien contó con el apoyo de los diputados radicales del sector federal y de los que respondían a Federico Storani.
Parente fue un decidido opositor a la política económica seguida por el gobierno peronista de Carlos Menem[cita requerida]. Por ello, junto con el diputado radical  Luis Mario González, Alberto Mario Lagrenade, e Isaac Rubinzal fundaron la editorial "El Otro Mundo" S.R.L., con el propósito de alentar proyectos de crítica a la política económica del peronismo de los '90, [cita requerida]publicándose los títulos "Aerolíneas Argentinas - Argentina Arrodillada" de Eduardo Blanco, "Somisa - Reconversión o muerte", "Esperando", del conocido autor Hugo Ditaranto

En 1992, al fundar Alfonsín el Movimiento por la Democracia Social -MODESO- como línea interna nacional de la UCR, Parente participa en la conformación del MODESO en Entre Ríos, del cual es su principal dirigente provincial. Elegido en 1993 delegado en al Comité Nacional de la UCR. apoya la vuelta del expresidente radical a la presidencia del Partido, respaldándolo al concretarse el Pacto de Olivos entre aquel y el presidente Carlos Menem, que posibilitaría la reforma constitucional de 1994.
Después de un proceso interno arduo, donde la UCR de Entre Ríos fue intervenida por el Comité Nacional partidario por con la oposición del sector interno orientado por el exgobernador Sergio Montiel, el 10 de abril de 1994 Parente fue elegido convencional constituyente por Entre Ríos, integrando el Bloque de constituyentes de la Unión Cívica Radical presidido por Alfonsín. El 18 de diciembre de ese mismo año, acompañando la precandidatura a gobernador de Arturo Roseveelt Etchevehere, disputó con Alcides "Mono" López la interna partidaria como precandidato a senador nacional por Entre Ríos -el ganador de la interna sería elegido senador por la minoría, conforme las cláusulas transitorias de la constitución reformada, por la ampliación del Senado de la Nación- imponiéndose el dirigente de Concordia, quien acompañaba la precandidatura a gobernador de Montiel.
Retornado plenamente a su profesión de abogado y desempeñándose como profesor universitario en la Universidad Adventista del Plata,[cita requerida] Parente mantuvo su actuación partidaria dentro del Radicalismo, tanto a nivel local y provincial como nacional, desempeñándose en el período 2003/2007 como de concejal en su ciudad, cargo que había ocupado de joven. En 2006 integró el Tribunal Nacional de Ética de dicho partido, desde el cual le tocó decidir la expulsión del gobernador de Mendoza Julio César Cleto Cobos por aceptar la candidatura a vicepresidente de la Nación acompañando a Cristina Fernández de Kirchner. Posteriormente integró la Convención Nacional de la UCR, desde la cual se opuso al acuerdo con el PRO, lo que expresó en su discurso en la Convención Nacional de la UCR de Gualeguaychú de 2015. En 2018 asumió como miembro del Consejo de la Magistratura de Entre Ríos, en representación del Colegio de Abogados de la Provincia.
En 2003 Parente había denunciado por enriquecimiento ilícito al exsenador peronista y embajador argentino en Cuba Raúl Taleb
Ligado íntimamente a la vida social y política de Diamante, integró en diversas oportunidades las comisiones directivas del Club Atlético Huracán y del Club Atlético Diamantino. En la actualidad preside el Club 9 de Julio y la Sociedad Mutual de Ayuda Comunitaria y es vicepresidente de la Fundación "Aprender a Volar", dedicada a la atención de niños con dificultades psicomotrices hasta los 3 años.